# Bicyclus analis
Bicyclus analis je leptir iz porodice šarenaca. Pronađen je u istočnoj Nigeriji, Kamerunu, DR Kongu i zapadnoj Ugandi.

## Vanjske poveznice
|  | Zajednički poslužitelj ima još gradiva o temi Bicyclus analis |
|  | Wikivrste imaju podatke o taksonu Bicyclus analis             |